# 미나리정
미나리정(三成町)은 시마네현 니타군에 있던 정이다. 현재의 오쿠이즈모정에 해당한다.